# Hexommulocymus kolosvaryi
Hexommulocymus kolosvaryi är en spindelart som beskrevs av Lodovico di Caporiacco 1955. Hexommulocymus kolosvaryi ingår i släktet Hexommulocymus och familjen krabbspindlar.
Artens utbredningsområde är Venezuela. Inga underarter finns listade i Catalogue of Life.